# Українсько-Американський ліцей
Комунальний заклад освіти «Українсько-Американський ліцей» Дніпровської міської ради (УАЛ) — ліцей при Національному ТУ "Дніпровська політехніка" . Викладання здійснюється українською, англійською мовами. Директор ліцею — Роєнко Анатолій Миколайович, професор НТУ, доктор технічних наук.

## Історія
Ліцей створено у 1997 році Дніпропетровською (нині Дніпровською) міською радою та Національним гірничим університетом.

## Структура
- Навчання: 8-11 класи (24 учні в класі)
- Підготовчі курси з учнями інших шкіл: 7-й клас
- Викладачів 22 (з них сумісників 1)
- Профільні предмети:  українська мова, англійська мова, математика.
- За рейтингами ЗНО всі роки входить до найкращих середніх навчальних закладів Україниhttps://osvita.ua/school/rating/83734/[джерело?].

## Інфраструктура
- Класних кімнат - 11, актова зала, комп'ютерний клас.
- Залучено спортивну залу, спортивні майданчики, бібліотеку Національного ТУ "Дніпровська політехніка".